# Rob Morrow
Robert Alan Morrow (născut pe 21 septembrie 1962) este un actor și regizor american. El este cunoscut pentru portretizarea lui Dr. Joel Fleischman pe Expunerea nordică, un rol care l-au adunat trei Globul de Aur și două Emmy nominalizări pentru cel mai bun actor într-un serial dramatic, iar mai târziu pentru rolul său de agent FBI Don Eppes pe Numb3rs.
Viața timpurie
Editează
Morrow s-a născut în New Rochelle, New York, fiul lui Diane Francis (născută Markowitz), a igienist dentar, și Murray Morrow, un producător de iluminat industrial. El este evreu, și a avut o Reformă Bar Mitzvah. Morrow a crescut în Hartsdale, New York.  Părinții lui au divorțat când el avea nouă ani. El a participat Școala de munte Cardigan și Liceul Edgemont și a renunțat la începutul anului său senior pentru a începe cariera sa de actor.
Carieră
Editează
Cariera de film a lui Morrow a început când a apărut ca figurant la vârsta de 18 ani în Sâmbătă seara în direct. A jucat alături de Johnny Depp în Stațiune privată (1985). A apărut mai târziu în reclamele la guma Dentyne unde rostea cu viclenie fraza de prindere "Time to plimb the dog".
Morrow a jucat rolul principal în show-ul de televiziune Expunerea nordică din 1990 până în 1995. Personajul lui Morrow, Joel Fleischman, este "un medic din New York care este surprins să fie trimis în orașul izolat și înghețat Cicely, Alaska". Pentru munca sa pe Expunerea nordică, Morrow a fost nominalizat la trei Premii Globul de Aur și două premii Emmy. El a plecat de la Țările de Jos comedie-dramă în 1995 pentru a juca în filme.
Morrow a jucat în filmul aclamat de critici Spectacol test (1994) ca Dick Goodwin, un anchetator al Congresului care intenționează să dezvăluie corupția din spatele scandalului din anii 1950. Morrow a jucat fratele mai mic al lui Albert Brookspersonajul ' în Mamă (1996). În 2000, el a regizat și a jucat în Labirintul, despre un artist cu Sindromul Tourette.
Mâine în 1991
În 2002, Morrow l-a interpretat pe Kevin Hunter în Afișare timp seriale de televiziune Ora străzii. A apărut și în filmul de televiziune Custodie. În 2007, el a jucat Jack NicholsonDoctorul lui, Dr. Hollins, în Lista găleată. Din 2005 până în 2010, a jucat cu David Krumholtz și Judd Hirsch as FBI agent Don Eppes in Numb3rs pe Țările de Jos. Pe 8 martie 2010, s-a anunțat că Morrow a semnat pentru a juca în Jerry BruckheimerNoua serie a lui, Întregul Adevăr, pe Ștergerea. Serialul a fost difuzat pe 13 septembrie 2010, dar a fost retras din programul ABC în decembrie. Morrow a filmat 13 episoade. Morrow a jucat ca Henry Rearden în Atlas Shrugged: Partea a III-a, care a fost lansat pe 12 septembrie 2014. În 2017, Morrow a jucat în rolul recurent al reporterului Abe Leonard în primul sezon din Ștergerea dramă politică Supraviețuitor desemnat. El a jucat, de asemenea, în Statul v. O.J. Simpson: Povestea crimei americane după cum Barry Scheck. Din noiembrie 2018, știri au fost lansate că o renaștere a Expunerea nordică a fost în lucrările de la CBS și că Morrow se va întoarce ca Joel Fleischman.
Morrow are un rol recurent pe Afișare timp dramă Miliarde as judge Adam DeGiulio.
Morrow este profesor la Teatrul Grupului Ruskin din În Santa Monica. În vara anului 2019, el a jucat ca Willy Loman în producția teatrului de Moartea unui vânzător.
Viața personală
Editează
La a 36-a aniversare în 1998, Morrow s-a căsătorit cu actrița Debbon Ayer. Au o fiică, Tu Morrow, născută în 2001. Trăiesc în Santa Monica, California. Morrow a locuit anterior în Seattle în momentul filmării Expunerea nordică.
Credite de acționare
Editează
Filmul
Editează
Anul	Titlu	Rolul	Noțiuni
1985	Stațiune privată	Bună	
1989	Tattingeri	Marco Bellini	
1994	Spectacol test	Dick Goodwin	
1996	Ultimul dans	Rick Hayes	
1996	Mamă	Jeff Henderson	
1998	În inima mea	Bună	
2000	Alte voci	Jeff, nu știu	
2000	Labirintul	Labirintul Lyle	
2000	Dureri de muncă	Ryan Keene	
2001	Sam bărbatul	Daniel Lenz	
2002	Gurul	Josh Goldstein	
2002	Clubul Împăratului	James Ellerby	
2002	Noaptea e amiază	Dr. William Minor	Scurtmetraj
2005	Mergând la cumpărături	Mile	
2007	Lista găleată	Doctorul Hollins	
2011	Bunul doctor	Dr. Waylans	
2011	Interceptare	Matei	Scurtmetraj
2013	Începe din nou	Directorul executiv	
2014	Atlas Shrugged: Partea a III-a	Henry Rearden	
2015	Suflet pierdut	Însuși	documentar
2015	Micii Loopers	Marele Earl Boyd	
2015	Noaptea sălbăticiei	Dave, nu știu	
2019	Echipa de ucidere	William Briggman	
Televiziune
Editează
Anul	Titlu	Rolul	Noțiuni
1980	Sâmbătă seara în direct	Juratului	Episodul: "Rodney Dangerfield / The J. Bandă Geils"
1985	Faimă	Joey Laurenzano	Episodul: "The Old Ball Game"
1987	Spenser: Pentru închiriere	Danny, dă-i drumul	Episodul: "Crimă și achiziții"
1987	Totul e relativ	Eddie Dayton	Episodul: "Mama care a venit la cină"
1989	Monștri	Vito, nu-i așa	Episodul: "La Strega"
1990–95	Expunerea nordică	Dr. Joel Fleischman	102 episoade
Numiți – Premiul Globul de Aur pentru Cel mai bun actor – serial de televiziune Dramă (1992–94)
Primetime Emmy Award pentru un actor principal remarcabil într-un serial de dramă (1992–93)
Screen Actors Guild Award pentru o performanță remarcabilă a unui ansamblu într-o serie de comedie
1992	Sâmbătă seara în direct	Gazdă	Episodul: "Rob Morrow/Nirvana"
1992	Spectacolul lui Ben Stiller	Însuși	Episodul: "Cu Rob Morrow"
1998	Ziua în care Lincoln a fost împușcat	John Wilkes Booth	Filmul
1998	Doar iubire	Matei Heller	Filmul
2000	Minciuna subțire albastră	Jonathan Neumann	Filmul
2001	Legea lui Hudson	Necunoscută	Filmul
2001	Jenifer	Dr. Richard Feldman	Filmul
2002–03	Ora străzii	Kevin Hunter	33 episoade
2005–10	Numb3rs	Don Eppes	118 episoade
2007	Custodie	David Gordon	Filmul
2009	Echipa Grean	Robbie Blackman	Filmul
2010–11	Însoțire	Jim Lefkowitz	4 episoade
2010	Întregul Adevăr	Jimmy Brogan	13 episoade
2012	CSI: New York	Leonard Brooks	2 episoade
În anul 2012, 2014	Phineas și Ferb	Vânzător al târgului de vechituri / Bernie (voci)	2 episoade
2014	Debbie Macomber este Mr. Miracol	Harry Mills	Filmul
2015	Noaptea sălbăticiei	Dave, nu știu	Filmul
2015	Lege și ordine: Unitatea specială pentru victime	Săriți Peterson	Episodul: "Poveste devastatoare"
2015	Texas în creștere	Colonelul James Fannin	4 episoade
2015	În interiorul lui Amy Schumer	Ioan	Episodul: "Wingwoman"
2015	Sex & Droguri & Rock & Roll	J.P.	Episodul: "Pentru că suntem Legiune"
2016–17	Îngrijitorii	O să fie	4 episoade
2016	Statul v. O.J. Simpson: Povestea crimei americane	Barry Scheck	6 episoade
2016-2020, 2022	Miliarde	Judge Adam DeGiulio	11 episoade
2017	Bucătăria iadului	Însuși	Episodul: "Lăsând-o pe linie"
2017	Supraviețuitor desemnat	Abe Leonard	5 episoade
2017	Legea lui Milo Murphy	Domnul Brulee (voce)	Episodul: "Vacanța în familie"
2017	Păsărică	Profesorul Edwards	Filmul
2018	Poliția din Chicago.	Evan Gilchrist	Episodul: "Băieții răi"
2019	Hawaii cinci-0	Wes Cullen	2 episoade
2021	Curăță-ți entuziasmul	Hal Berman	Episod: "Irasshaimase!"
2022	Super pompat	Eddy Cue	2 episoade
Credite de direcție
Editează
Anul	Titlu	Noțiuni
1993	Alarma silențioasă	Scurtmetraj
2000	Labirintul	De asemenea, producător și scriitor
2002	Ți-am spus	Episodul: "Legile gravitației"
2003	Ora străzii	3 episoade
2004	Ioana din Arcadia	3 episoade
2006–10	Numere	3 episoade
2012–13	Rugozitatea necesară	2 episoade
2015–17	Îngrijitorii	6 episoade
2016	NCIS: New Orleans	Episodul: "Omul în foc"
2019	Jocuri Oamenii joacă	2 episoade
Referințe
Editează
^ "Rob Morrow pe Instagram: "Acesta este 60. Când am încetat să mai fiu ceea ce devenisem, am început să devin ceea ce puteam fi... La mulți ani mie, 🎼"".
^ "Rob Morrow Biografie (1968-)". Filmreferință.com. Recuperat 30 mai, 2010.
^ Pfefferman, Naomi (24 ianuarie 2009). "Noul factor în jocul Numb3rs: iudaismul". J. Recuperat 25 mai, 2021.
^ "Tv o mulțime de viață reală pentru Rob Morrow".
^ Naomi Pfefferman (7 ianuarie 2009). "Iudaismul plus FBI adăuga pentru Rob Morrow în Numb3rs". Jurnalul evreiesc. Recuperat 10 septembrie, 2012.
^ Lyall, Sarah (26 august 1992). "La cină cu: Rob Morrow – El nu este Dr. Fleischman, dar este acasă în Orașul Bagel". Ziarul New York Times. Țările de Jos 0362-4331. Recuperat 20 ianuarie, 2023.
^ "Donatorii absolvenților după clasă și toți donatorii enumerați în ordine alfabetică" (PDF). Cardigan Chronicle. Vol. 72, nr. 1. Iarna 2022. Recuperat 21 ianuarie, 2023.
^ "Rob Morrow Biografie – Yahoo! Movies". Filme.yahoo.com. Recuperat 30 mai, 2010.
^ Lipton, Mike (18 aprilie 2005). "Totul se adună". people.com.
^ Thompson, sunt Simon. "În timp ce 'Alice prin oglindă' eșecurile de deschidere a lui Johnny Depp s-a clasat pe locul cel mai prost la cel mai bun". Forbesă.
^ Rosario, Alexandra Del (27 octombrie 2020). "Starurile 'Expunere Nordului' Rob Morrow, Janine Turner și multe altele explică de ce CBS Cult Fave a fost "renovator" pentru timpul său – Festivalul Vulturului".
^ Sari până la:a b Engstrom, John (5 decembrie 1994). "Plecarea de mâine cu emoții amestecate". Știri din Deseret.
^ Clarendon, sunt Dan. "10 stele care au apărut la 'Expunerea Nordului', acum 30 de ani". Televiziune interioară.
^ Sari până la:a b "Un interviu cu actorul și muzicianul Rob Morrow despre cea mai nouă muzică, campania sa actuală de PledgeMusic, Benefitul care joacă pentru schimbare și multe altele!. 25 septembrie 2018.
^ "Câștigătorii și nominalizările din 1992". www.goldenglobes.com.
^ "Câștigătorii și nominalizările 1993". www.goldenglobes.com.
^ "Câștigătorii și nominalizările 1994". www.goldenglobes.com.
^ "Actorul principal remarcabil într-un serial dramatic Nominalizat / Câștigătorii din 1992". Academia de televiziune.
^ "Actorul principal remarcabil într-un serial teatral Nominalizat / Câștigătorii 1993". Academia de televiziune.
^ ""Expunere" îi dă lui Morrow ultima ura pentru concediu. Sun Santinelă.
^ "Lungul rămas bun al lui Rob Morrow de la Cicely". Baltimore Sun.
^ Maslin, Janet (24 decembrie 1996). "Inima lui îi aparține mamei" – prin NYTimes.com.
^ Mitchell, Elvis (9 noiembrie 2001). "Tormentat de un sindrom, dar gâdilat de noua dragoste" – prin NYTimes.com.
^ Vary, sunt Adam B. (20 august 2012). "Tony Scott: starul 'Numb3rs' David Krumholtz scrie un omagiu emoționant producătorului târziu". EW.com.
^ "O ecuație funcțională". În Los Angeles Times. 26 martie 2006.
^ Ausiello, Michael (24 august 2010). "Exclusiv: ABC găzduiește 'Numb3rs' reuniune de familie". EW.com.
^ Schneider, Michael (8 martie 2010). "Mâine pregătit pentru pilotul Bruckheimer". variety.com. Recuperat 13 martie, 2010.
^ "Rob Morrow se repetă". Spoiler TV. 17 ianuarie 2017. Arhivată din original pe 13 aprilie 2017. Recuperat 12 aprilie, 2017.
^ "Renașterea expunerii nordului în lucrările de la CBS, Rob Morrow Return to Star". 20 noiembrie 2018.
^ Friedlander, Whitney (22 septembrie 2015). "Rob Morrow pentru oaspete Star pe Showtime's 'Miliarde'".
^ "Rob Morrow îmbătrânește pentru a-l interpreta pe Willy Loman în 'Moartea unui vânzător'". În Los Angeles Times. 26 iunie 2019.
^ Spitz, Sarah A. (20 iunie 2019). "Culturewatch – Attention must be Paid: Rob Morrow il interpreteaza pe Willy Loman in "Death of a Salesman"". Santa Monica zi de presă. Recuperat 20 iunie, 2019.
^ Mike Lipton (18 aprilie 2005). "Totul se adună". Oameni.com. Recuperat 10 septembrie, 2012.
^ Haldeman, Peter (decembrie 2010). "Sneak o privire în casa modernă a lui Rob Morrow din Los Angeles". Arhitectural Digest. Recuperat 25 mai, 2021.
^ "Starul "Numb3rs", Rob Morrow caută un cumpărător pentru spectacolul său din Santa Monica.. În Los Angeles Times. 9 octombrie 2015.
Legături externe
Editează
Wikimedia Commons are suport media referitoare la Rob Morrow.
Site-ul oficial
Rob Morrow la IMDb
Rob Morrow la Baza de date pe Internet Broadway Edit this at Wikidata
1. ↑  Companies House, accesat în 12 decembrie 2021
2. ↑  www.acmi.net.au
3. ↑  CONOR.SI[*] Verificați valoarea |titlelink= (ajutor)